# 천안쌍정초등학교
천안쌍정초등학교는 대한민국 충청남도 천안시 서북구에 있는 공립 초등학교이다.

## 학교 연혁
- 2006년 5월 12일: 설립인가
- 2007년 9월 1일: 개교
- 2007년 9월 15일: 16학급 편성
- 2008년 2월 21일: 제1회 47명 졸업
- 2008년 3월 1일: 19학급 편성
- 2009년 2월 18일: 제2회 99명 졸업
- 2009년 3월 1일: 21학급 편성
- 2010년 2월 19일: 제3회 116명 졸업
- 2010년 3월 1일: 20학급(특수 1학급) 편성
- 2011년 2월 18일: 제4회 104명 졸업
- 2011년 3월 1일: 24학급(특수 1학급) 편성
- 2012년 2월 15일: 제5회 115명 졸업
- 2012년 3월 1일: 24학급(특수 1학급) 편성
- 2013년 2월 15일: 제6회 122명 졸업
- 2013년 3월 1일: 25학급(특수 1학급) 편성
- 2014년 2월 14일: 제7회 130명 졸업
- 2014년 3월 3일: 24학급(특수 1학급) 편성
- 2015년 2월 13일: 제8회 113명 졸업
- 2015년 3월 1일: 25학급(특수 1학급) 편성
- 2016년 2월 12일: 제9회 119명 졸업
- 2016년 3월 1일: 25학급(특수 1학급) 편성
- 2017년 2월 10일: 제10회 115명 졸업
- 2017년 3월 1일: 25학급(특수 1학급) 편성

## 참고 자료
이제 교장 선생님이 바뀌었고 학생은 대략 550명으로 줄었다

## 갤러리

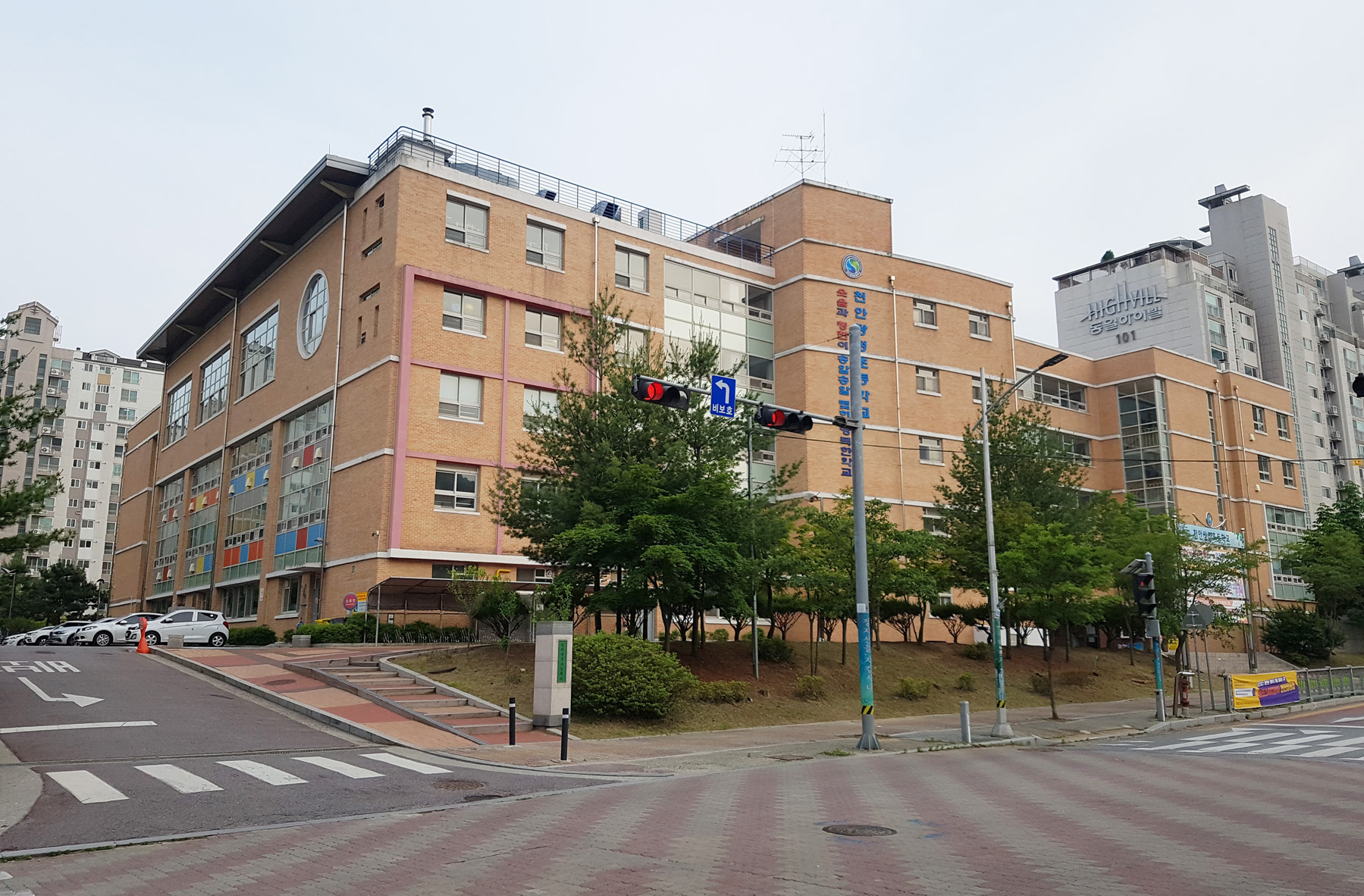
천안쌍정초등학교 입구
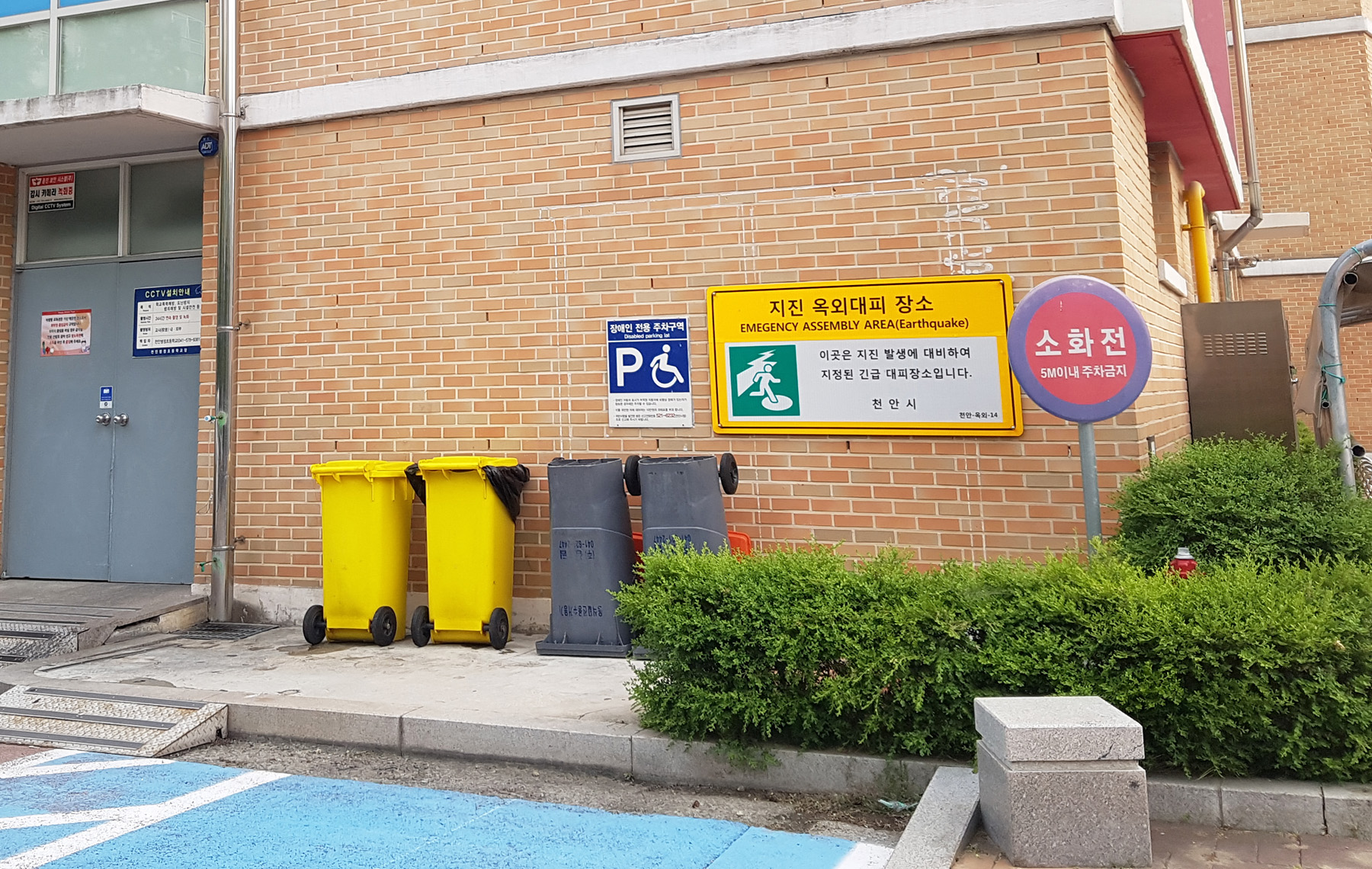
천안쌍정초등학교는 지진대피시설로서 교문 없이 개방되어 있다.